# Morton (Vienne)
Morton – miejscowość i gmina we Francji, w regionie Nowa Akwitania, w departamencie Vienne.
Według danych na rok 1990 gminę zamieszkiwało 315 osób, a gęstość zaludnienia wynosiła 39 osób/km² (wśród 1467 gmin regionu Poitou-Charentes Morton plasuje się na 702. miejscu pod względem liczby ludności, natomiast pod względem powierzchni na miejscu 936.).